# Sonatas e Partitas para violino solo
Os Seis solos para violino sem baixo de acompanhamento, mais conhecidos como Sonatas e Partitas para violino solo BWV 1001-1006, são um conjunto de seis obras compostas por Johann Sebastian Bach para violino solo, sendo três sonatas da chiesa, em quatro movimentos, e três partitas, ou suítes de danças.
O conjunto foi completado por volta de 1720, e cópias manuscritas serviram como um modelo para outros compositores, mas só foi impresso em 1802 por Nicolaus Simrock, em Bonn. Após a publicação, a coleção foi amplamente ignorada até que o célebre violinista Josef Joachim começou a tocar essas obras. Hoje as Sonatas e Partitas são uma parte essencial do repertório para violino, e são freqüentemente executadas e gravadas, firmemente estabelecendo as capacidades do violino como um instrumento desacompanhado.
| Chacona da Partita para violino solo BWV 1004 |
|                                               |
| Interpretada por Ben Goldstein                |